# Pinhal da Serra
Pinhal da Serra is een gemeente in de Braziliaanse deelstaat Rio Grande do Sul. De gemeente telt 2.022 inwoners (schatting 2009).